# Humberto Vallenas
Miguel Humberto Vallenas Fernández Baca fue un político peruano. 
Fue elegido diputado por la provincia de Quispicanchi en 1939 con 1121 votos por el partido Concentración Nacional que postuló también a Manuel Prado Ugarteche a la presidencia de la república.